# Urara Ashikawa
Urara Ashikawa (en japonés: 芦川うらら, Ashikawa Urara; 8 de marzo de 2003) es una deportista japonesa que compite en gimnasia artística.
Ganó una medalla de oro en el Campeonato Mundial de Gimnasia Artística de 2021, en la prueba de barra de equilibrio. Participó en los Juegos Olímpicos de Tokio 2020, ocupando el sexto lugar en la misma prueba.

## Palmarés internacional
| Campeonato Mundial | Campeonato Mundial | Campeonato Mundial | Campeonato Mundial |
| Año                | Lugar              | Medalla            | Prueba             |
| ------------------ | ------------------ | ------------------ | ------------------ |
| 2021               | Kitakyushu (Japón) | Medalla de oro     | Barra              |